# Jonah Kusi-Asare
Jonah Kusi-Asare, né le 4 juillet 2007 à Solna en Suède, est un footballeur suédois qui évolue au poste d'avant-centre au Bayern Munich.

## Biographie

### En club
Né à Solna en Suède, Jonah Kusi-Asare est formé par l'IF Brommapojkarna avant de rejoindre l'AIK Fotboll en 2023. Le 10 novembre 2023 il signe un nouveau contrat avec l'AIK, le liant au club jusqu'en septembre 2026.
Le 1er février 2024, Jonah Kusi-Asare rejoint le Bayern Munich. Il est dans un premier temps intégré à l'équipe des moins de 19 ans du club,.
Kusi-Asare joue son premier match avec l'équipe première du Bayern le 26 avril 2025, à l'occasion d'un match de Bundesliga face au FSV Mayence. Il entre en jeu à la place d'Harry Kane lors de cette rencontre remportée par son équipe sur le score de trois buts à zéro,.
Il est sacré Champion d'Allemagne pour sa participation à la saison 2024-2025, le Bayern Munich remportant le 34e titre de son histoire.

### En sélection
Jonah Kusi-Asare représente la Suède en sélection, faisant ses débuts avec les moins de 16 ans. Il joue sept matchs et marque deux buts avec cette sélection.

## Palmarès

### En club
Bayern Munich
- Champion d'Allemagne
  - 2024-2025.